# Cannonville (Utah)

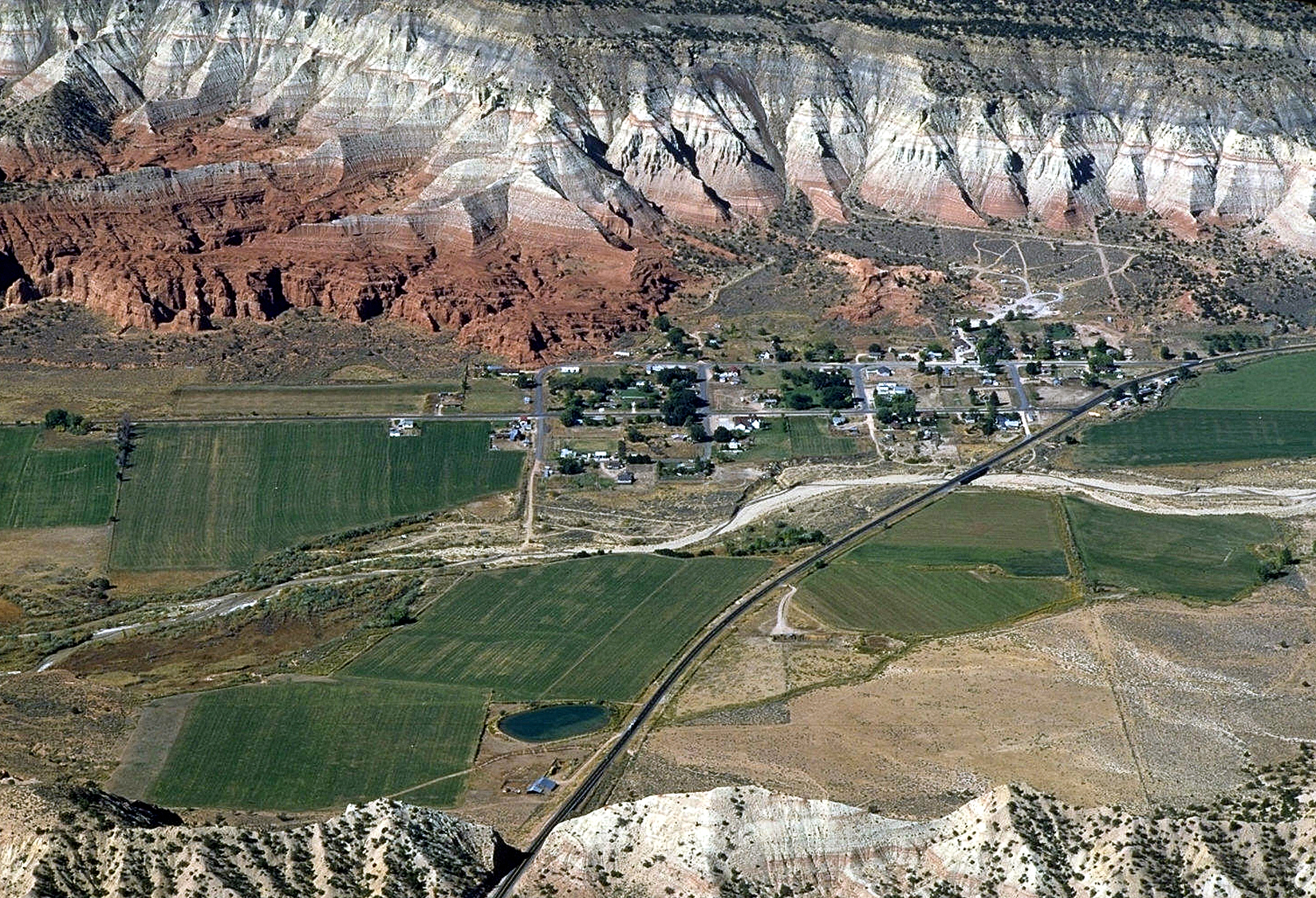
Vista aérea de Cannonville.

Cannonville es una localidad en el condado de Garfield, estado de Utah, Estados Unidos, se encuentra a lo largo de la carretera Scenic Byway 12. Según el censo de 2000 la población era de 148 habitantes, con un pequeño incremento respectoa 1990, cuando contaba con 131 habitantes.

## Geografía
Cannonville se encuentra en las coordenadas 37°33′59″N 112°3′6″O / 37.56639, -112.05167.
Según la oficina del censo de Estados Unidos, la población tiene un área total de 3,2 km². No tiene superficie cubierta de agua.

## Demografía
En el censo de 2000, había 148 habitantes, 50 casas y 41 familias residían en el municipio. La densidad de población era 46,5 habitantes/km². Había 60 unidades de alojamiento con una densidad media de 18,8 unidades/km².
La máscara racial de la ciudad era 95,27% blanco, 0,68% de las islas del Pacífico, 3,38% de otras razas y 0,68% de dos o más razas. Los hispanos o latinos de cualquier raza eran el 4,05% de la población.
Había 50 casas, de las cuales el 42,0% tenía niños menores de 18 años, el 66,0% eran matrimonios, el 14,0% tenía un cabeza de familia femenino sin marido, y el 18,0% no son familia. El 18,0% de todas las casas tenían un único residente y el 16,0% tenía sólo residentes mayores de 65 años. El promedio de habitantes por hogar era de 2,96 y el tamaño medio de familia era de 3,34.
El 33,8% de los residentes es menor de 18 años, el 6,8% tiene edades entre los 18 y 24 años, el 19,6% entre los 25 y 44, el 20,3% entre los 45 y 64, y el 19,6% tiene 65 años o más. La media de edad es 38 años. Por cada 100 mujeres había 117,6 hombres. Por cada 100 mujeres de 18 años o más, había 96,0 hombres.
El ingreso medio por casa en la ciudad era de 28.750$, y el ingreso medio para una familia era de 32.250$. Los hombres tenían un ingreso medio de 23.750$ contra 12.083$ de las mujeres. Los ingresos per cápita para la ciudad eran de 11.481$. Ninguna familia y el 3,7% de la población está por debajo del nivel de pobreza, incluyendo a ningún menor de 18 años y al 10,9% de mayores de 65.

## Enlaces externos

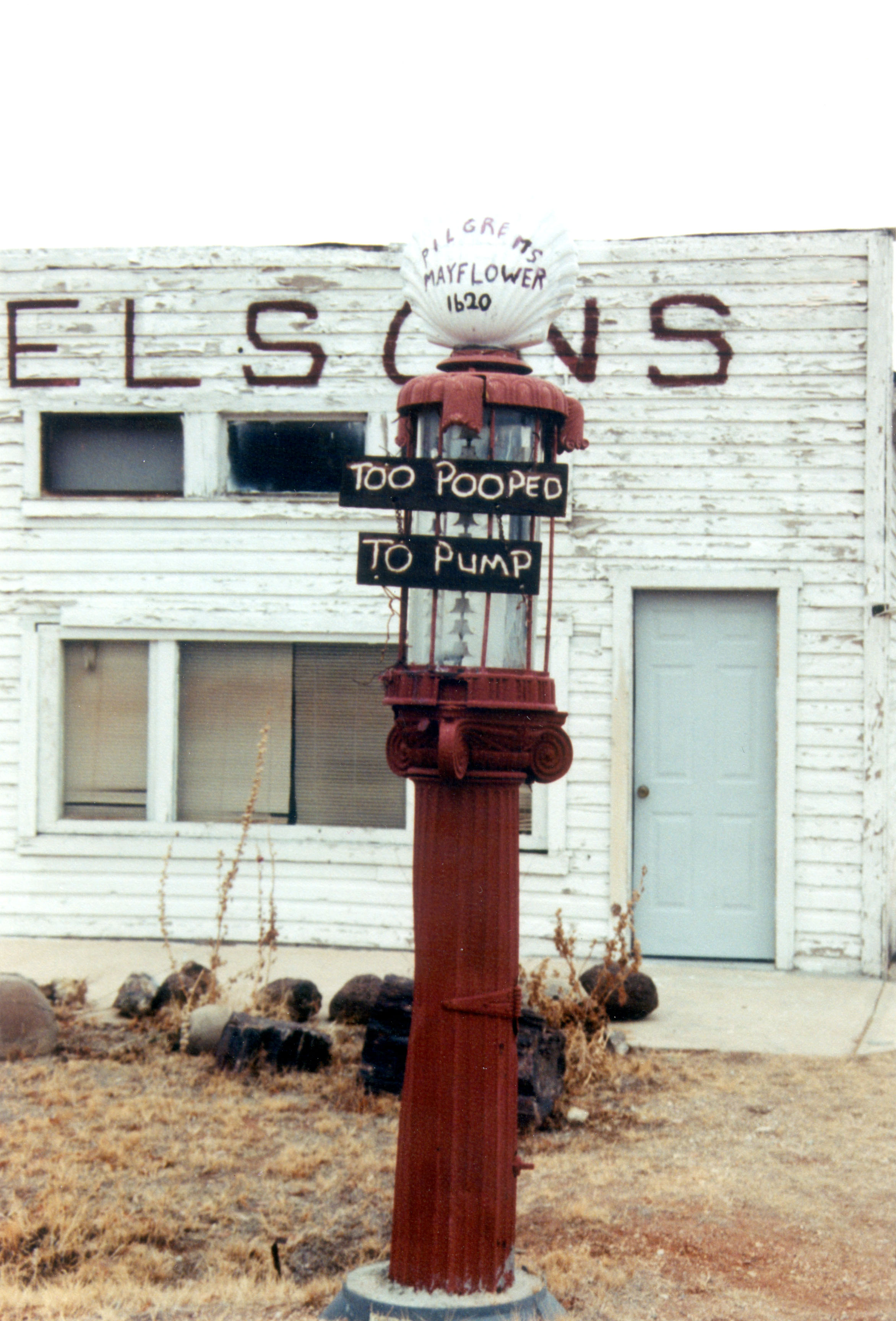
Una antigua farola de gasolina en Cannonville. (©2002 Leslie Blair, courtesy of byways.org).